# Kaple Dobrého Pastýře (Roosevelt Island)
Kaple Dobrého Pastýře, anglicky Chapel of the Good Shepherd, je náboženská historická stavba stojící na 543 Main Street, Roosevelt Island, Manhattan, New York. Byla postavena roku 1888 podle návrhu architekta Fredericka Witherse. Původně to byla episkopální kaple, ale nyní je zde komunitní ekumenické centrum. Jsou zde slouženy episkopální bohoslužby a slouží i pro další skupiny osob. V roce 2003 proběhla její rekonstrukce.
Kaple byla za řazena do National Register of Historic Places v roce 1972 (č. 72000865).